# Manuel José Vieira
Pour les articles homonymes, voir Vieira.
Manuel José Azevedo Vieira est un footballeur portugais né le 4 février 1981 à Vila Nova de Gaia.

## Biographie
Ce milieu de terrain est formé au FC Porto.
Il est par la suite prêté à l'União Lamas, à l'Académica de Coimbra, au Vitoria Guimarães et au Vitória Setubal.
En 2005, il quitte définitivement le club de Porto, sans avoir joué un seul match avec l'équipe première, et s'engage en faveur de l'équipe de Boavista.
En 2006, il s'expatrie en Roumanie, et rejoint les rangs du CFR Cluj. Avec ce club, il est sacré Champion de Roumanie en 2008, et remporte la Coupe de Roumanie à deux reprises.
En 2009, il retourne dans son pays natal, et signe un contrat avec le Paços de Ferreira.
Manuel José reçoit cinq sélections en équipe du Portugal des moins de 21 ans et neuf sélections en équipe du Portugal des moins de 20 ans.

## Palmarès
- Champion de Roumanie en 2008 avec le CFR Cluj
- Vainqueur de la Coupe de Roumanie en 2008 et en 2009 avec le CFR Cluj

## Statistiques
À l'issue de la saison 2013-2014
- 8 matchs et 1 but en Coupe d'Europe
- 193 matchs et 25 buts en 1re division portugaise
- 25 matchs et 8 buts en 2e division portugaise
- 53 matchs et 0 but en 1re division roumaine